# Gintautas Kindurys
Gintautas Kindurys (* 1971 in Ignalina) ist ein litauischer Forstbeamter und Politiker sowie Vizebürgermeister der Rajongemeinde Ignalina.

## Leben
Nach dem Abitur an der Mittelschule absolvierte Gintautas Kindurys von 1989 bis 1994 das Diplomstudium der Forstwissenschaft an der Lietuvos žemės ūkio akademija bei Kaunas und wurde Forstingenieur. Von 1994 bis 1999 war er stellvertretender Revierförster der Försterei Dūkštas, von 1999 bis 2000 Waldschutz-Ingenieur im Forstamt Ignalina.
2001–2002 leitete er den Forstdienst der Direktion im Nationalpark Aukštaitija.
2002–2008 arbeitete er als Ökologe in der Verwaltung und 2008–2014 als Ratssekretär der Rajongemeinde Ignalina. Von 2014 bis 2016 war er Vizebürgermeister von Ignalina. Seit November 2016 ist er Seimas-Mitglied.